# Bryum wilsonii
Bryum wilsonii là một loài rêu trong họ Bryaceae. Loài này được Mitt. mô tả khoa học đầu tiên năm 1851.